# 技能章
技能章とは、特定の技能を有することを明らかにするために佩用する記章。

## 軍隊の技能章
アメリカ軍の物が特に有名。潜水士、爆発物処理、空挺など各種がある。自衛隊でもレンジャー教程修了などがある。

## ボーイスカウトの技能章
ボーイスカウトにおける技能章とは、2級以上のスカウトが取得できる、「炊事」や「救急」などの計69項目の分野ごとにより専門的な技能を身につけたことを、証明する記章である。
通常は技能章考査委員の審査を受け、それに合格することにより交付される。

## 財団法人日本航空協会の技能章
財団法人日本航空協会では、飛行機やヘリコプターなどの航空操縦技術の検定において合格した者に対して各種航空技能章を交付している。

## その他
今日、地域防災の主たる役割を果たす消防団においてもその専門性を標示するために特別技能章を佩用している事例がある。また、同じく消防団員に対する表彰記章として技能章が制定されている場合もある。